# Iris Murdoch
Iris Murdoch DBE (Dublin, 1919. július 15. – Oxford, 1999. február 8.) brit írónő és filozófus, legismertebb munkái egytől egyig morális és szexuális és pszichológiai jellegű témákat feszegetnek. Első regényét, A háló alatt címűt 2001-ben az American Modern Library a 20. század 100 legkiválóbb angol nyelvű regénye közé választotta.

## Élete
Murdoch 1919. július 15-én született Dublinban, angol-ír szülők gyermekeként. Neve skót-kelta eredetű. Anyja, Irene Alice Richardson ír opera-énekesnő volt, apja, Wills John Hughes, angol köztisztviselő volt, majd az első világháború idején lovastiszt. Még gyerekként, Iris a szüleivel Londonba költözött, és Hammersmith és Chiswich külvárosában nevelkedett. Tanulmányait progresszív iskolákban végezte, melyek közül az első a Froebel Demonstration School, majd bentlakóként a Badminton Schoolban tanult tovább, Bristolban. Klasszikus irodalmat tanult az oxfordi Somerville College-ban, majd posztgraduálisként filozófiát a Cambridge-i Newham College-ban, ahol részt vett Ludwig Wittgenstein előadásain is. A második világháború alatt a kommunista párt aktív tagja volt, ennek ideológiájából azonban csakhamar kiábrándult. 1942–44-ben a Pénzügyminisztériumnál, 1944–46-ban az ENSZ Segélyezési és Újjáépítési Hivatalánál dolgozott Belgiumban, Ausztriában és Londonban. 1948-ban visszatért Oxfordba, ahol a St. Anne's College tagja lett. Itt oktatóként 1963-ig dolgozott. 1963 és 1967 között a Royal College of Artban is tanított. Utolsó regényének írásakor már jelentkeztek nála az Alzheimer-kór tünetei. Iris Murdoch 1999-ben halt meg, 79 évesen, Oxfordban. Hamvai az Oxford Crematoriumban nyugszanak.

## Művei
Murdoch művei tobzódnak a bizarr és fekete humorral fűszerezett szituációkban, fordulatos cselekményekben, a karakterek által észlelt, nagy általánosságban intellektuális felsőbb középosztály civilizált felszínének mögöttességét boncolgatva. Általánosan felvetett témái a jó és a rossz közötti erőviszonyok, a moralitás. Bár művei erőteljes intellektualizmussal bírnak, általában komikus és olykor melodramatikus teszik azokat egyedülálló olvasmányélménnyé, amelyek – az ő szavaival élve – mind a remek cselekményfonalak szövésének vágyában gyökereznek. Művein érezhető Platón, Freud, Kant, Martin Heidegger, Simone Weil és Jean-Paul Sartre, a 19. századi romantikus regényírók, többek között Dosztojevszkij és Proust, valamint Shakespeare hatása. Híressé vált az indiai Dzsiddu Krisnamúrtival való filozófiai eszmecseréje.
Regényeinek központi alakjai morális dilemmák közé ragadt felsőbb középosztálybeli férfiak, homoszexuálisok és vallási krízishelyzetbe kerülő katolikusok éppúgy, mint démoni erővel rendelkező „varázslók”, akik hatalmukat gátlástalan Cipollákként gyakorolják embertársaik felett. Utóbbi karaktert Murdoch szeretőjéről és ellenségéről, a Nobel-díjas Elias Canettiről mintázta (Repülés a varázslótól).
Bár főként realisztikus stílus jellemző rá, előszeretettel alkalmazza a kétértelműséget és a félrevezető szimbólumokat, fantáziadús részletgazdagsággal keverve ezeket. Legismertebb könyvei között szerepel Az unikornis (1963), az egzisztencialista jellegű A háló alatt (1954) és A fekete herceg (1973), melyek történetét egy férfi szemszögéből láttatja, valamint a The Bell, mely egy laikus vallási közösségben játszódik.
A levágott fej és Az olasz lány című regényei hatalmas sikernek számítottak színpadon is, előbbit Priestley dramatizálta át a színház nyelvére.
A tenger, a tenger című memoár-regényéért elnyerte a Booker-díjat.
Utolsó regénye az 1995-ös Jackson dilemmája.
Műveinek (szomorú) sajátossága, hogy bár nyelvezete Szerb Antaléhoz hasonlítható, A háló alatt című munkáján kívül egyik sem jelent meg magyar fordításban.

## Hatása
Iris Murdoch neve a mai napig etalonnak számít a modern angol irodalomban. Hatással volt egyebek között Margaret Atwood, Margaret Drabble és A.S. Byatt műveire és irodalmi nézőpontjára.
Életéről 2001-ben film is készült Iris – Egy csodálatos női elme címmel, Kate Winslet, Judi Dench és Jim Broadbent főszereplésével.

## Magyarul
- A háló alatt; ford., bev. Báti László; Magvető, Bp., 1971 (Világkönyvtár)
- A jó uralma; ford. Lautner Péter, Réthy Zsolt; MMA, Bp., 2021 (Pars pro toto)